# Iproca flavolineata
Iproca flavolineata là một loài bọ cánh cứng trong họ Cerambycidae.